# 1q21.1-proximale deletie en duplicatie
De 1q21.1-proximale deletie en duplicatie zijn zeldzame afwijkingen van chromosoom 1. In de type-aanduiding staat de '1' voor chromosoom 1, de 'q' voor het lange deel van het chromosoom, '21.1' voor de band waarin de afwijking zich bevindt. Het is een vorm van de 1q21.1-copynumbervariaties en het betreft afwijkingen in het proximale gebied van de 1q21.1-band.
Normaal bevat een menselijke cel één paar identieke chromosomen op chromosoom 1. Bij de 1q21.1-proximale deleties en duplicaties is één chromosoom van het paar chromosomen niet compleet, doordat delen van de sequentie van het chromosoom ontbreken of overcompleet doordat er delen van de sequentie te veel zijn. Hierdoor heeft een van de chromosomen van chromosoom 1 de juiste lengte en is het andere te kort of te lang.

## Opbouw 1q21.1

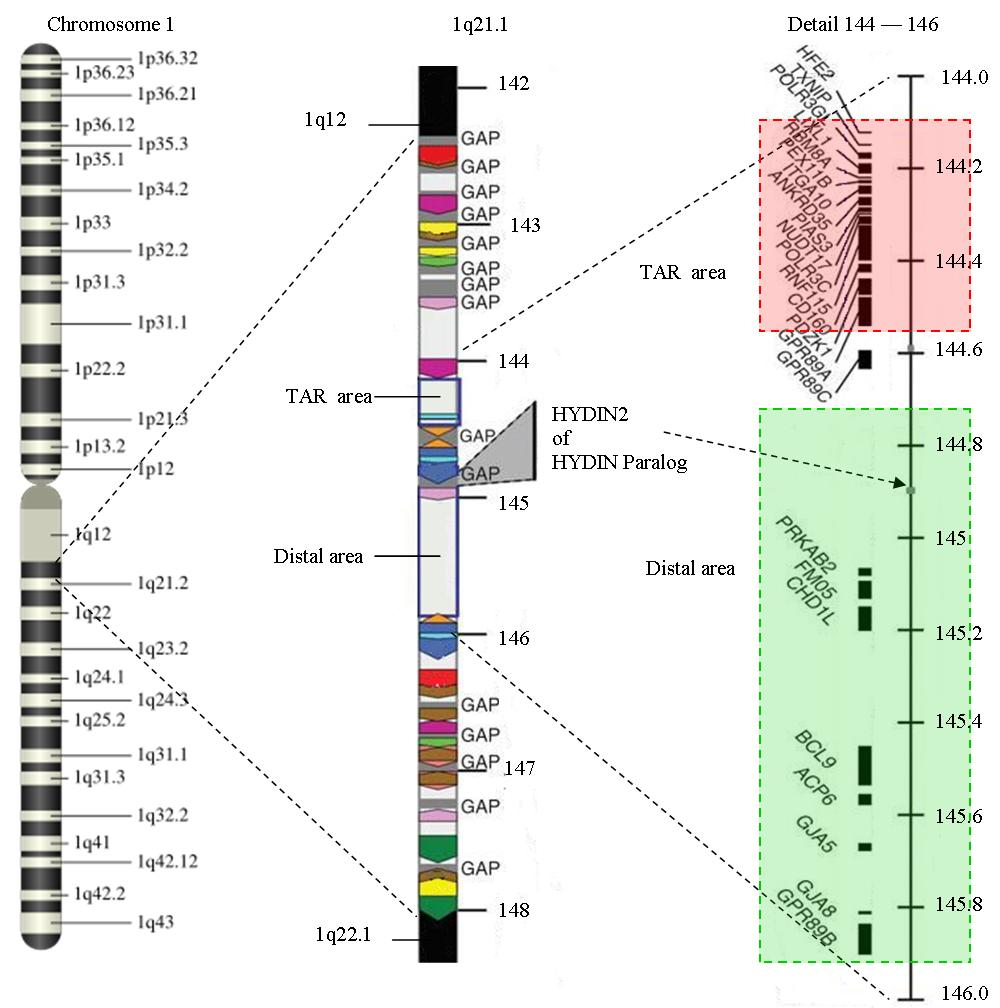
De indeling van 1q21.1

De structuur van 1q21.1 is uiterst complex. Het gebied van 1q21.1 heeft een grootte van ongeveer 6 Megabase (Mb) (van 141.5 Mb tot 147.9 Mb). Er zijn binnen 1q21.1 twee gebieden aan te wijzen waar een copynumbervariatie zich kan voordoen: het proximale gebied of TAR-gebied (van 144.1 tot 144.5 Mb) en het distale gebied (van 144.7 tot 145.9). Meestal beperkt een copynumbervariatie zich tot een van deze gebieden, maar soms is er sprake van een deletie die zich uitstrekt naar het andere gebied. 1q21.1 kent meerdere herhalingen van dezelfde structuur (zie in afbeelding de gelijkgekleurde gebieden in de middelste kolom). Slechts 25% van de structuur is niet gedupliceerd. Daarnaast zijn er verschillende gaten (gaps) in de sequentie die nog niet nader zijn ingevuld, waardoor de begin- en eindpunten van copynumbervariaties niet goed zijn vast te stellen. Vijftien van deze gaps moeten nog in beeld worden gebracht. Het gaat in totaal om 700 kilobase, waarvan nog wordt vermoed dat hierin genen kunnen liggen. Het gebied wordt in de literatuur een van de moeilijkste delen van het menselijk genoom genoemd om in kaart te brengen.

## Oorzaak van de copynumbervariaties
Meiose is het proces van het delen van cellen bij mensen. Bij meiose worden de chromosoomparen gesplitst en wel zo dat van ieder paar één vertegenwoordiger naar een dochtercel gaat. Hierdoor wordt, per cel, het aantal chromosomen gehalveerd, terwijl ieder kenmerk (gen) toch nog aanwezig blijft. Wat de informatie voor elk kenmerk inhoudt, wordt louter door het toeval bepaald.
Naast het toevalsproces voor wat betreft de kenmerken, vindt er een tweede toevalsproces plaats. In dit tweede toevalsproces worden er in het DNA op een willekeurige manier stukjes DNA weggelaten (deletie), toegevoegd (duplicatie), verplaatst (translocatie) en omgedraaid (inversie). Dit proces vindt plaats om meer genetische verschillen tussen mensen aan te brengen. Dit proces verklaart waarom zelfs een eeneiige tweeling genetisch niet 100% gelijk is.
Probleem van het tweede toevalsproces is dat er genetische fouten kunnen ontstaan rond de conceptie. Door met name de deletie en de duplicatie kunnen chromosomen korter of langer worden. Het resultaat van een spontane verandering in de structuur van DNA is een zogenoemde copynumbervariatie. Door het ontstaan van een copynumbervariaties kunnen chromosomen van ongelijke grootte worden samengebracht in een nieuwe cel. Als dit gebeurt rond de conceptie, ontstaat er uit deze eerste cel een mens met een genetische variatie. Dit kan zowel positief als negatief uitvallen. In positieve gevallen ontstaat er een mens uit die in staat is tot een bijzondere vaardigheid die positief wordt beoordeeld, bijvoorbeeld in sport of wetenschap. In negatieve gevallen kun je te maken krijgen met een syndroom of een ernstige handicap.
Op basis van het meiose-proces kunnen de afwijkingen op twee manieren ontstaan.
- 1. een spontane afwijking (een 'de novo'-situatie): hierbij gaan er twee chromosomen samen waarvan er één een deletie of duplicatie heeft als gevolg van het meiose-proces.
- 2. een ouder is zonder het te weten drager van een chromosoom met een deletie of duplicatie en geeft deze bij de conceptie door aan het kind, wat bij het kind andere gevolgen heeft, dan bij de ouder.

Doordat er veel herhalingen zijn op 1q21.1 is de kans groter op een ongelijke crossing-over bij meiose, waardoor er delen van het chromosoom verloren kunnen gaan.

## Typeringen
Een deletie beperkt zich meestal tot het proximale gebied. Er wordt dan gesproken van een zogenoemde Class I-afwijking.
Er zijn echter gevallen bekend waarbij de deletie zodanig groot is dat ook delen van het distale gebied onder de deletie vallen (de zogenoemde Class II-afwijking). Daarnaast worden nog complexe gevallen geduid, voor de situaties waarbij de afwijking zich richt op het proximale gebied en het distale gebied, terwijl de tussenliggende gebieden normaal zijn. Er zijn ook nog enkele atypische varianten bekend. De grootste waargenomen deletie bij een levend individu binnen 1q21.1 is groter dan 5 Mb.

## Gerelateerde genen
- Genen gerelateerd aan het proximale gebied zijn HFE2, TXNIP, POLR3GL, LIX1L, RBM8A, PEX11B, ITGA10, ANKRD3, PIAS3, NUDT17, POLR3C, RNF115, CD160, PDZK1 en GPR89A.

## Onderzoek
Onderzoek naar de effecten van 1q21.1 proximale deleties en duplicaties staat in de kinderschoenen. De onderzoeken naar het TAR-syndroom, het 1q21.1-deletiesyndroom en het 1q21.1-duplicatiesyndroom hebben gezien de ernstige consequenties die deze afwijkingen oproepen, onderzoek naar het proximale gebied in de schaduw gesteld.
Van de 55 individuen die zijn onderzocht op proximale copynumbervariaties is het beeld als volgt:
- 22 deleties en 20 duplicaties zijn beperkt tot het proximale deel van 1q21.1 (Class I -afwijking);
- 13 hebben een Class II-deletie;
- 6 hebben een Class I-deletie hebben TAR-syndroom;
- 3 hebben een Class I-deletie en 2 met een Class II-deletie hebben een partieel TAR-fenotype;
- de fenotypes vertonen afwijkingen in vergelijking met de controle groep.

Conclusie is dat afwijkingen in proximaal 1q21.1 kunnen bijdragen aan het ontstaan van afwijkende fenotypes, los van de hiervoor genoemde syndromen. Hierdoor is er sprake van een separaat type van copynumbervariaties.